# Церковь Тохмаярви
Церковь Тохмаярви (фин. Tohmajärven kirkko) – евангелическо-лютеранская церковь, расположенная недалеко от посёлка Тохмаярви. Эта церковь – самая старая деревянная церковь в Северной Карелии.

## Строительство
Церковь Тохмаярви была построена в 1751 году на месте православной часовни сортавальским архитектором Эскилом Соллениусом (фин. Eskil Collenius). Первоначально церковь ничем не отличалась от прочих: на каждой стене крестообразного в плане здания располагалось большое полукруглое окно. На гребне крыши был установлен игольчатый шпиль. Здание было обновлено в начале XX века под руководством А. Е. Олликайнена (фин. A. E. Ollikainen). Также церковь ремонтировалась в 1785, 1850 и 1956 годах. Последний ремонт проводился в 2005–2006 годах. Отдельная стоящая колокольня была построена в 1760 году. Гонтовая кровля была обновлена в 1990 году.

## Декоративная роспись
Внутренняя площадь церкви составляет 576 м², в ней 700 сидячих мест. По просьбе церковного настоятеля Р. Норргрена (фин. R. Norrgren) расписывать церковь фресками был приглашён мастер монументальной живописи Микаэль Топпелиус (фин. Mikael Toppelius). Работы над росписью шли целый год, с 1783 по 1784. В таком виде церковь простояла до конца XIX века. После многочисленных реставраций в церкви сохранились только две оригинальных работы живописца – запрестольный образ «Распятие» и находящаяся над ним фреска Святой Троицы. На последней Бог Отец изображён в виде старика, что в целом не свойственно традициям церковного искусства. Орган церкви был изготовлен в 1956 году, на органном заводе Кангасала (фин. Kangasalan urkutehdas). Он имеет 17 основных и два дополнительных регистра.
В начале XX века в Тохмаярви велись разговоры о переносе церкви ближе к деревне, но в итоге было решено отреставрировать прежний храм. Эту реставрацию можно считать самой крупной за всю историю церкви. Останки прихожан, покоившиеся под полом церкви, были перезахоронены, а вместо шпиля был установлен фонарь. Стены церкви были удлинены и были поставлены окна в два этажа. Потолок церкви поддерживает арочный деревянный свод.

## Мемориальный комплекс
При церковном участке расположен мемориальный комплекс. Братские могилы и мемориальные памятники солдатам, погибшим в Зимней  (1939–1940) и Советско-финской войне (1941–1944), памятник «Оставшимся в Карелии», памятник погибшим в гражданской войне в Финляндии жителям Тохмаярви, памятник оставшемуся после Советско-финской войны в России муниципалитету Палкъярви, надгробие финскому епископу диоцеза Куопио Эйно Сормунену, памятники фогтам Габриелу Валлениусу и Густаву Ярнефельту, а также памятник погибшим во время голода в Финляндии (1866–1868). В 2006 году церковь отметила своё 250-летие.

## Значимость
Церковь Тохмаярви входит в исторический культурный комплекс Кирккониеми (фин. Kirkkoniemi). Музейное ведомство Финляндии (фин. Museovirasto) включило его в список мест архитектурного наследия государственного значения.